# ساختمان کونارد (نیویورک)
ساختمان کونارد (انگلیسی: Cunard Building) یک ساختمان در خیابان برادوی، منهتن، نیویورک است.
این ساختمان که در سال ۱۹۲۰ شروع به ساخت و در سال ۱۹۲۱ ساخت آن به پایان رسیده دارای ۲۲ طبقه می‌باشد. ساختمان کونارد برای شرکت آمریکایی-بریتانیایی کونارد لاین ساخته شده بود و طبقات آن به صنایع مختلف اجاره داده شده بود، شرکت بیست و پنجم برادوی وابسته به کونارد لاین تا دهه ۱۹۶۰ مالک ساختمان بود و پس از آن سالن بزرگ ساختمان از ۱۹۷۴ تا ۲۰۰۰ در اختیار خدمات پستی ایالات متحده آمریکا بود.

## نگارخانه

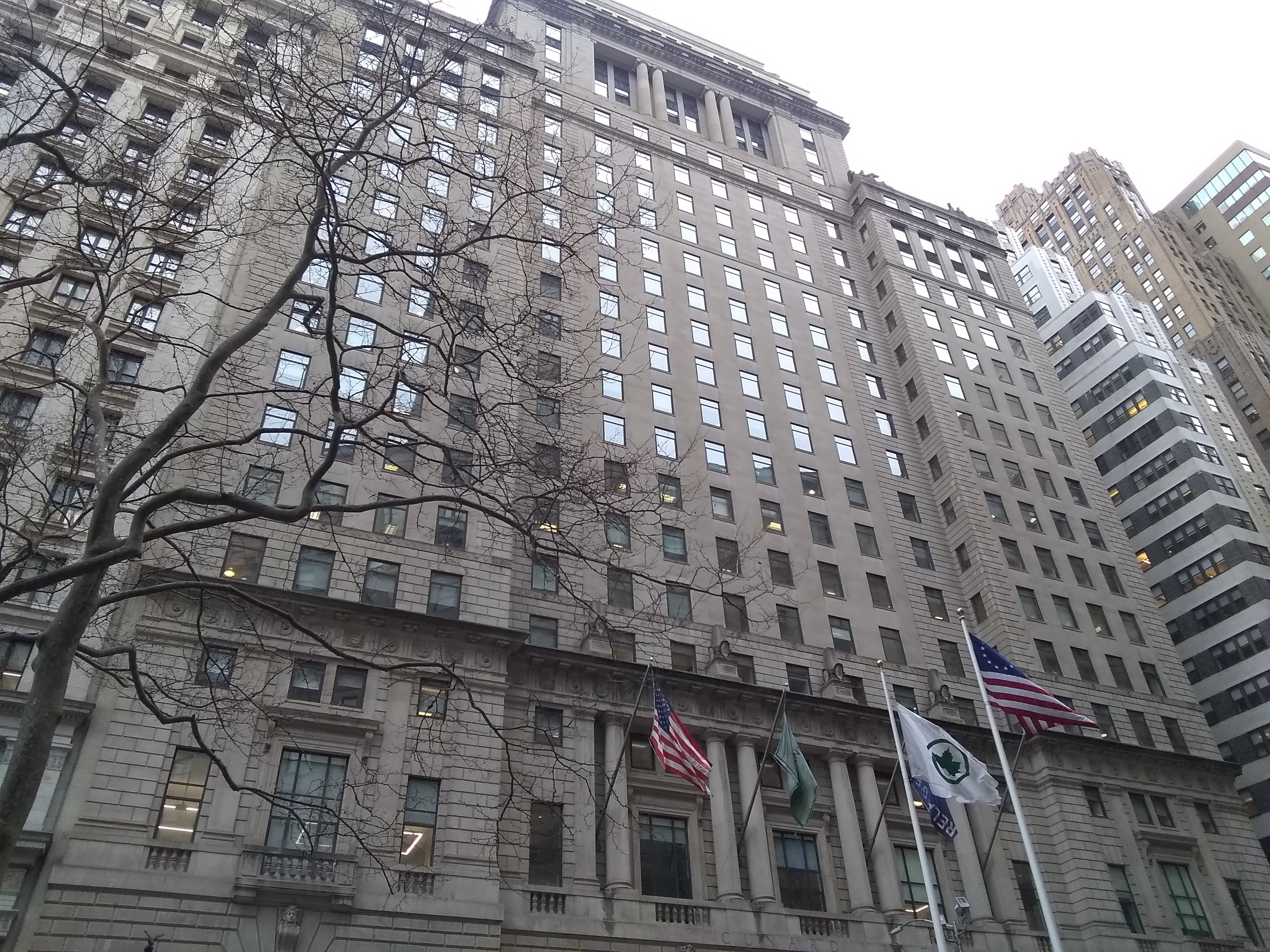
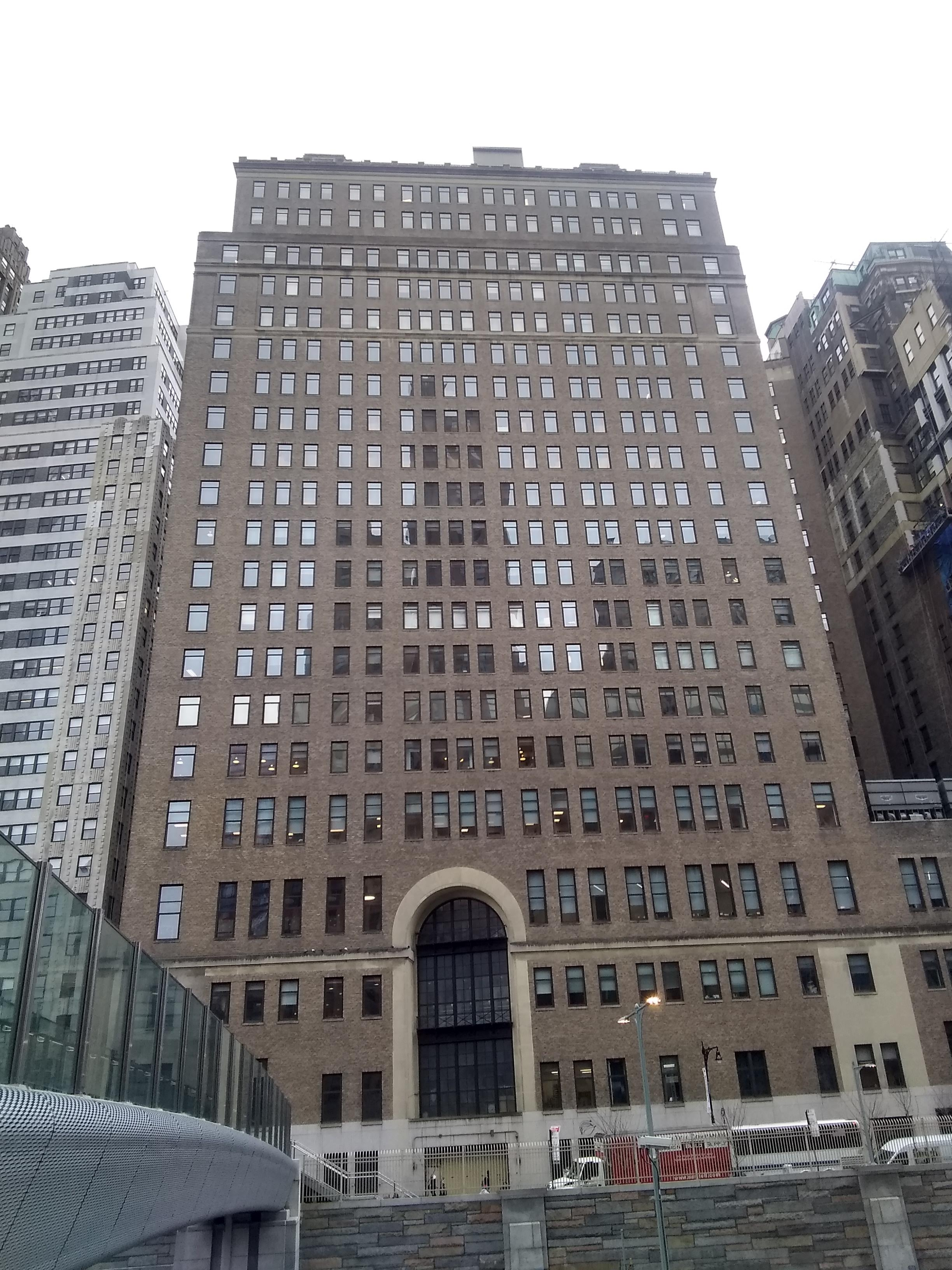
نمای پشت ساختمان
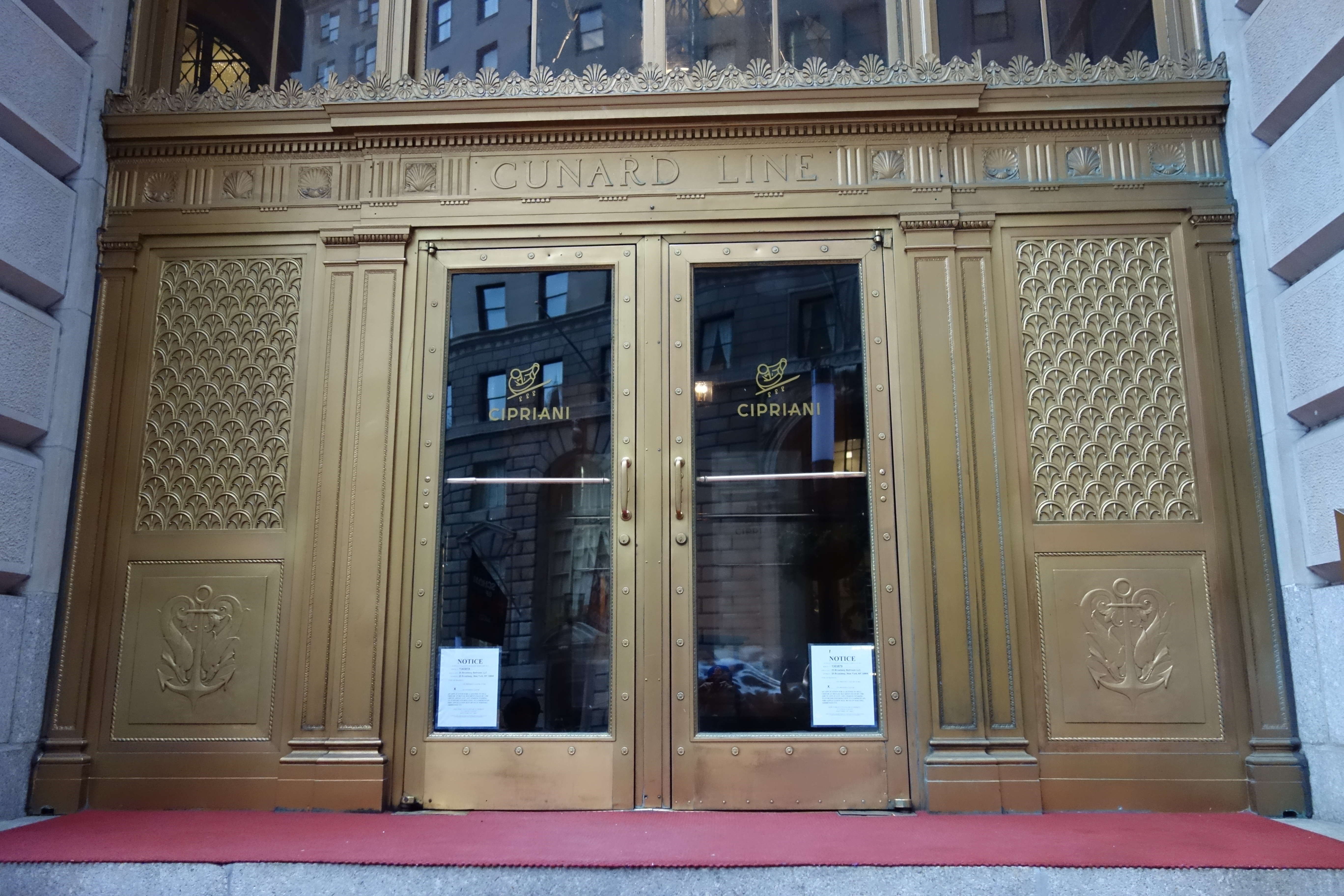
ورودی ساختمان
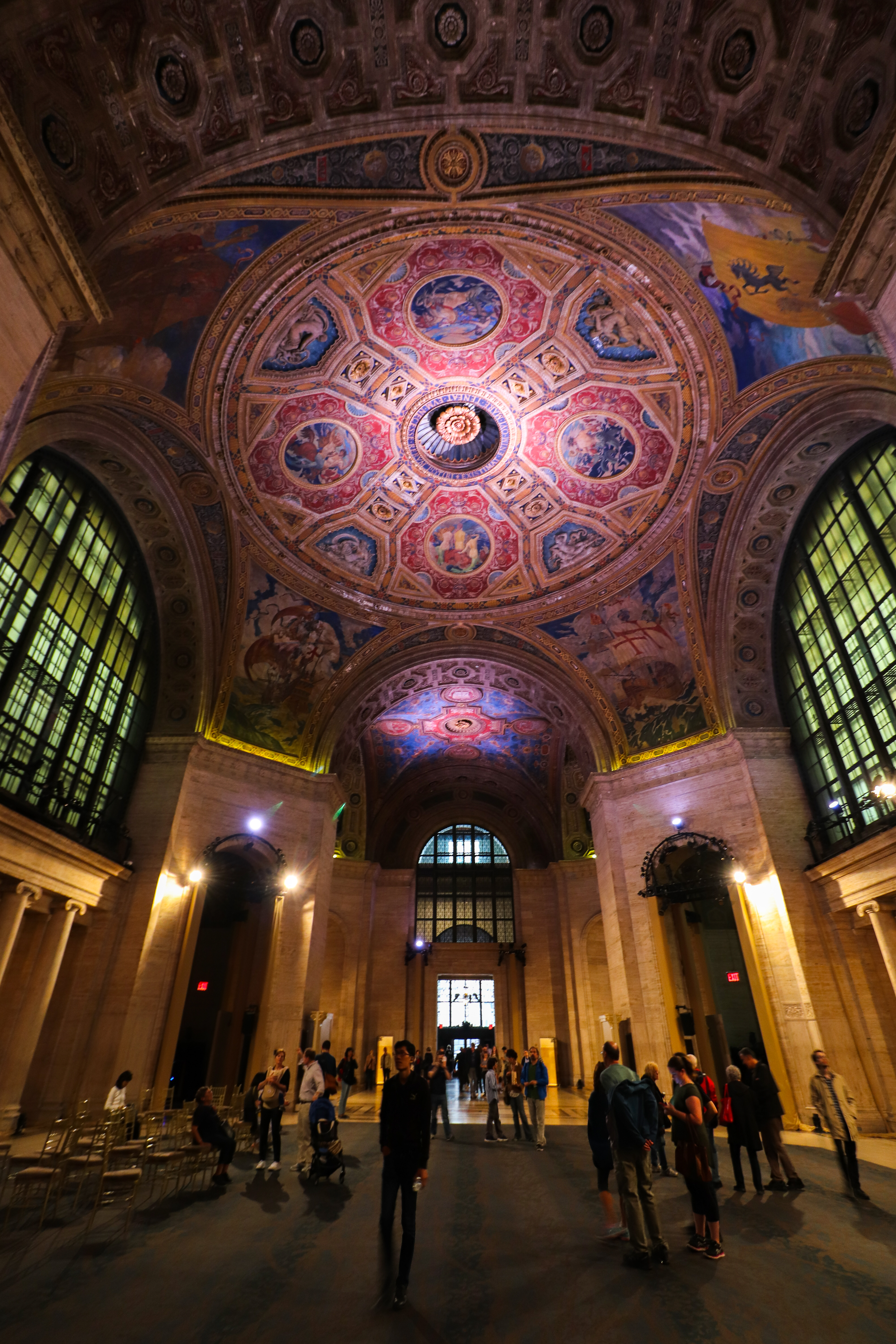
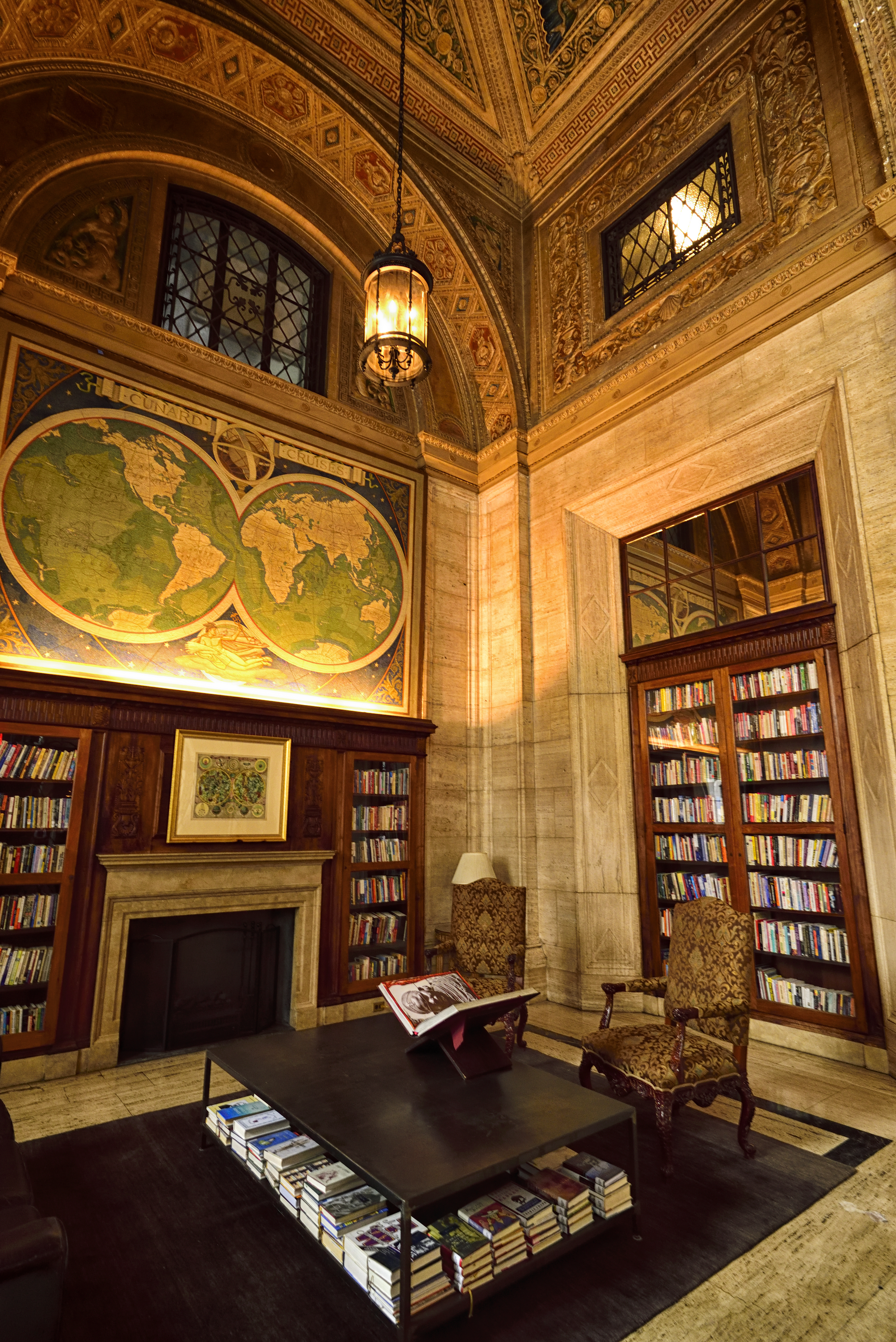